# Monochamus sudanicus
Monochamus sudanicus là một loài bọ cánh cứng trong họ Cerambycidae.